# 司馬繇
參數所指定的目標頁面不存在，建議更正成存在頁面或直接建立下列一個頁面（建立前請先搜尋是否有合適的存在頁面可以取代）：
- 东安王

司马繇（3世紀？—304年9月18日），字思玄，西晋东安王，琅邪王司马伷三子，晋元帝司马睿叔父，诸葛诞外孙。

## 生平
司马繇早年以姿容著称，任散骑黄门侍郎，與隴西王世子司馬越、駙馬都尉楊邈一起侍講東宮，后升为散骑常侍，封东安公（289年）。后因协助贾南风、司马亮诛杀杨骏有功，被封为右卫将军、侍中等职，进位为郡王，进入权力核心。司马繇因文钦之子东夷校尉文俶当年諸葛誕之亂叛離外祖诸葛诞導致诸葛诞敗亡，虑其为仇，故构陷其为杨骏一党，夷其三族。
由于司马繇专权，一天之内恣意赏罚达三百余人，故而招致司马亮的疑忌，加上司马繇之兄司马澹从中挑拨，最终导致司马亮将司马繇免职，后流放东北带方郡。永寧元年（301年）九月，復任东安王。
永康元年，司马繇起复为宗正卿，后升为尚书左仆射，不久因母亲去世，守丧于邺。晋惠帝起兵讨伐司马颖时，司马繇力劝司马颖投降。但是司马颖很快击败朝廷军队，反而忌恨司马繇，将其处死。

## 嗣子
司馬繇兄司馬覲之子司馬渾繼嗣司馬繇。